# Línea Taga
La Línea Taga de Ohmi Railway (近江鉄道多賀線 Ōmi Tetsudō Taga-sen?) es una línea de ferrocarril regional en la Prefectura de Shiga, Japón, operada por Ohmi Railway. Conecta la ciudad de Hikone y el pueblo de Taga.
La línea, de un solo carril, mide 2,5 km de longitud, y conecta Takamiya en la Línea Principal en Hikone con Taga Taisha-mae en Taga.

## Material rodante
- Vagones EMUs de la serie 220

## Estaciones
| Estación        | Distancia (km) | Conexiones                    | Localización | Localización        |
| --------------- | -------------- | ----------------------------- | ------------ | ------------------- |
| Takamiya        | 0,0            | Ohmi Railway: Línea Principal | Hikone       | Prefectura de Shiga |
| Screen          | 0,8            |                               | Hikone       | Prefectura de Shiga |
| Taga Taisha-mae | 2,5            |                               | Taga         | Prefectura de Shiga |

## Historia
- 8 de marzo de 1914: Apertura de la línea.
- 12 de marzo de 1925: Electrificación de la línea.
- Octubre de 1943: Servicio hacia la Estación de Tsuchida (entre Takamiya y Taga) suspendidos.
- Octubre de 1953: Cierre de la Estación de Tsuchida.
- 11 de mayo de 1976: Inicio de las operaciones de un solo hombre (OMO, One-man operation).
- 1 de abril de 1998: Estación de Taga renombrada a Estación de Taga Taisha-mae.
- 15 de marzo de 2008: Apertura de la Estación de Screen.[1]

## Atracciones junto a la línea
- Santuario sintoísta de Taga Taisha
  - La Línea Taga se construyó originalmente para los seguidores del santuario de Taga Taisha.
- Fábrica en Shiga de Kirin Brewery Company
- Fábrica en Hikone de Bridgestone
- Área de oficinas en Hikone de Dainippon Screen Mfg (Empresa de electrónica)
- Fábrica en Hikone de Maruho (Empresa farmacéutica)